# Emil Billing

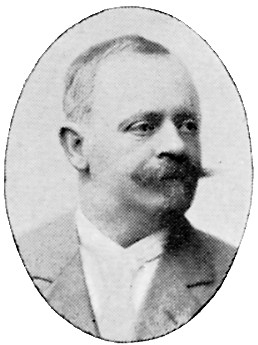
Emil Billing

Johan Emil Billing, född 30 mars 1851 i Värnamo, död 17 mars 1915 i Göteborgs Haga församling, Göteborg, var en svensk arkitekt.

## Utbildning
Billing fick sin grundläggande utbildning 1869–1872 vid Tekniska Elementarskolan i Borås. Mellan 1872 och 1874 läste han vid Kungliga Akademien för de fria konsterna. Billing var elev till Helgo Zettervall 1877–1878. Han läste Svenska statens teckningslärarekurs 1879.

## Yrkesliv
Billing hade egen verksamhet i Stockholm 1879–1881 där han även verkade som underlärare vid Tekniska yrkesskolan, i Jönköping 1881-1888 och i Göteborg 1888-1898. Han var byggnadskontrollant vid Sofiakyrkan i Jönköping 1885-1888 samt vid Oscar Fredriks kyrka i Göteborg 1888-1893.
Mellan 1896 och 1898 var han tillförordnad stadsbyggmästare i Göteborg. År 1898 blev han ordinarie stadsbyggmästare.

## Verk i urval
- Villa, Fabriksgatan 1 (kvarteret Hammaren 2) i Jönköping, 1887 (rivet)
- Hus, Fabriksgatan (kvarteret Harven 1), 1880-talet
- Norra folkskolan i Jönköping, 1889–1891[2]
- Fasader till Bryggeriet Kronan i Göteborg, 1892
- Läroverket i Varberg, 1894
- Redvägs härads tingshus, Ulricehamn, 1896[3]
- Varbergs Sparbank - Varberg, 1898
- Polisstation i Slottsskogen, Göteborg, 1905
- Olskrokens brandstation, Göteborg, 1905 (rivet)[4]

## Bildgalleri

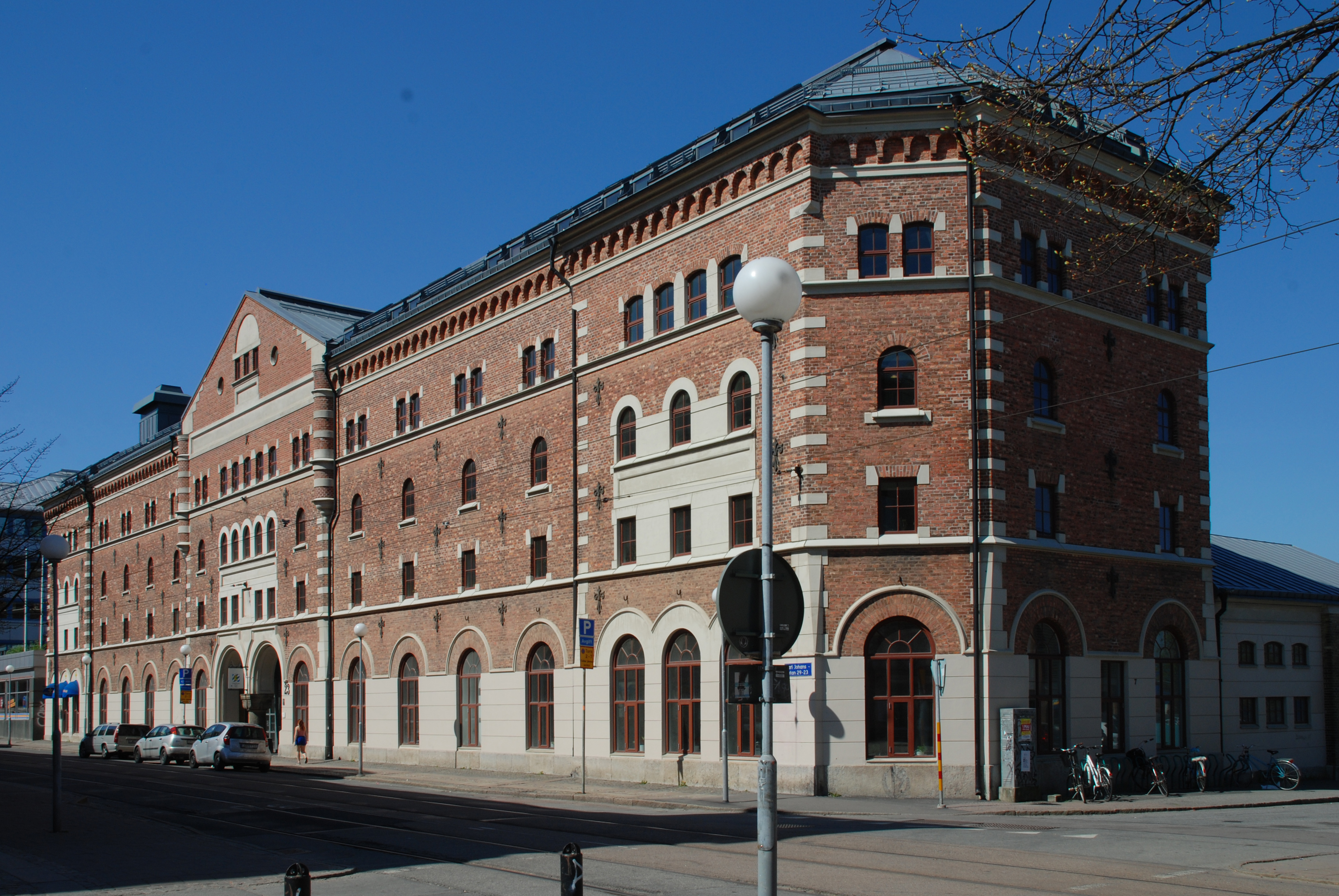
Bryggeriet Kronan
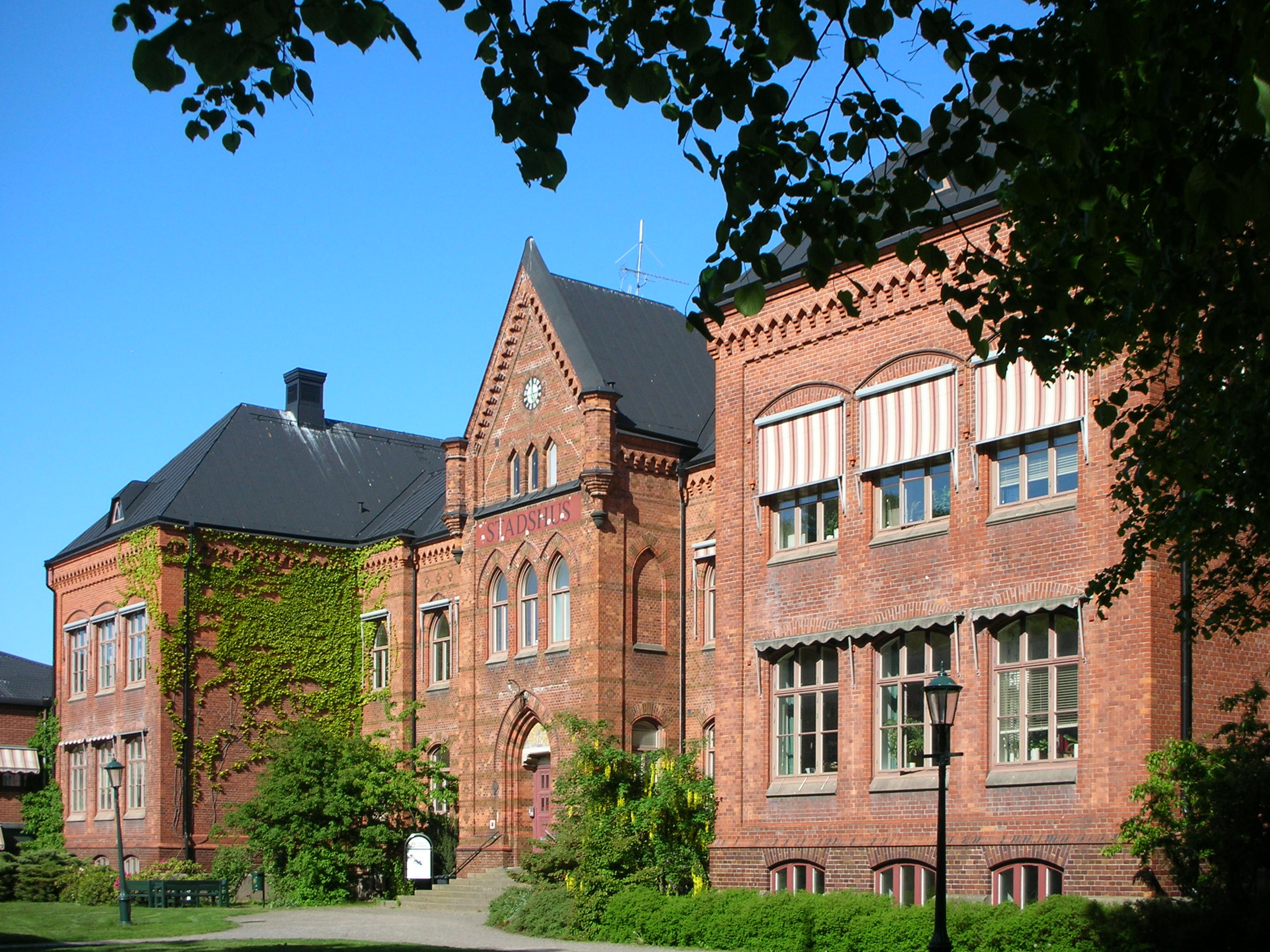
Läroverket i Varberg
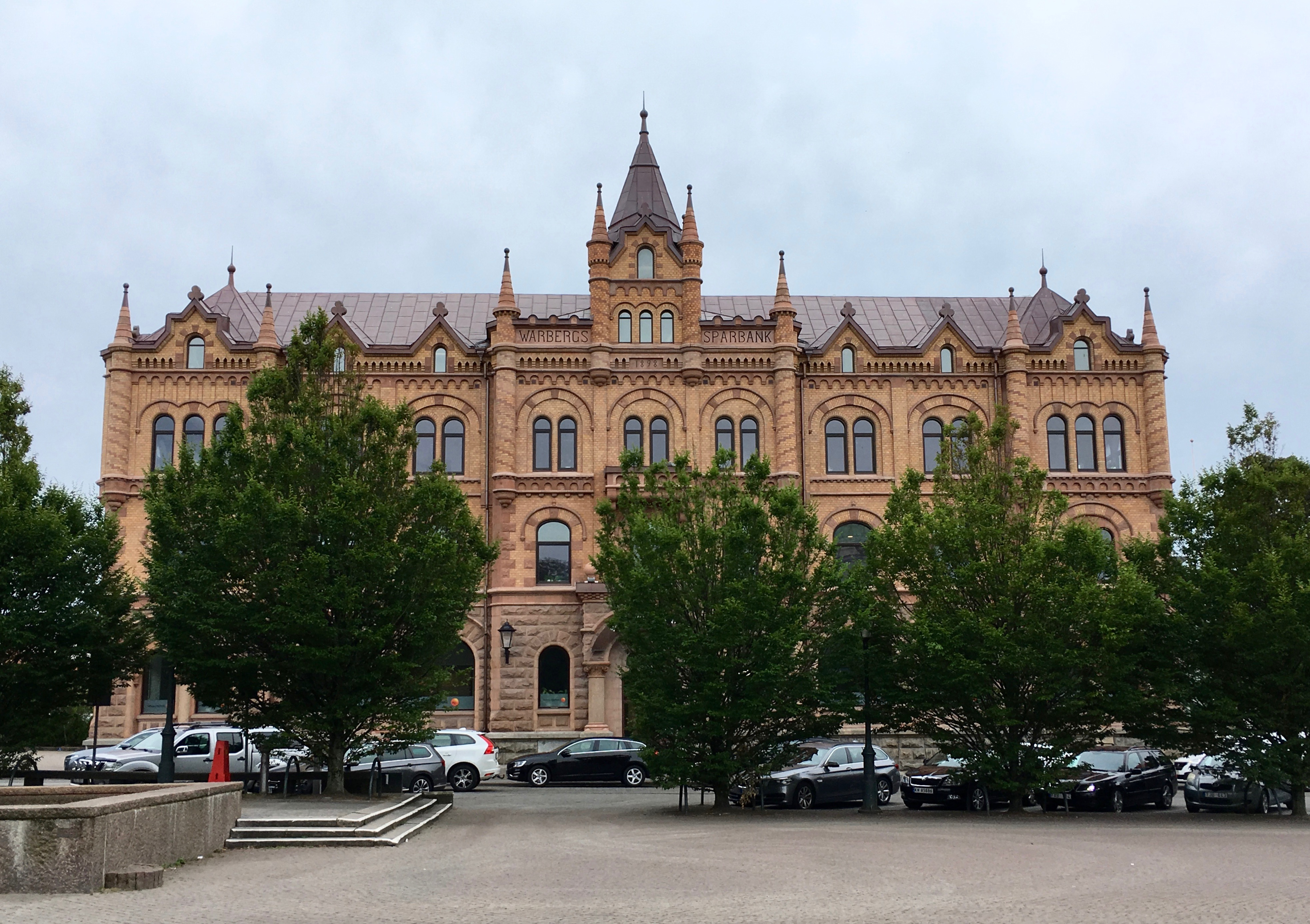
Gamla Sparbanken i Varberg
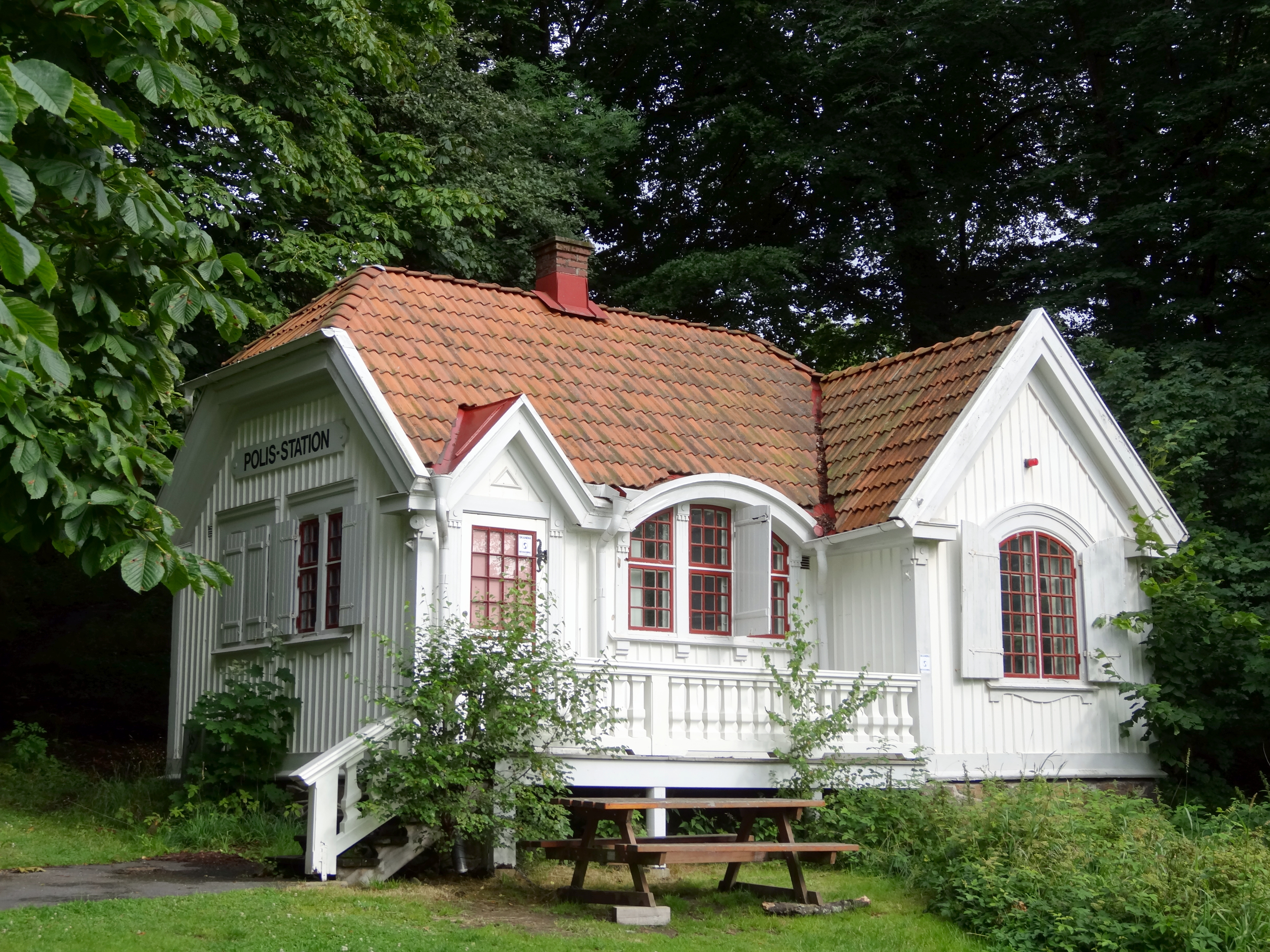
Polisvakten i Slottsskogen